# اچ‌ام‌اس سی۴
اچ‌ام‌اس سی۴ (به انگلیسی: HMS C4) یک زیردریایی بود که طول آن ۱۴۳ فوت ۲ اینچ (۴۳٫۶۴ متر) بود. این زیردریایی در سال ۱۹۰۶ ساخته شد.